# Adrijana Krasniqi

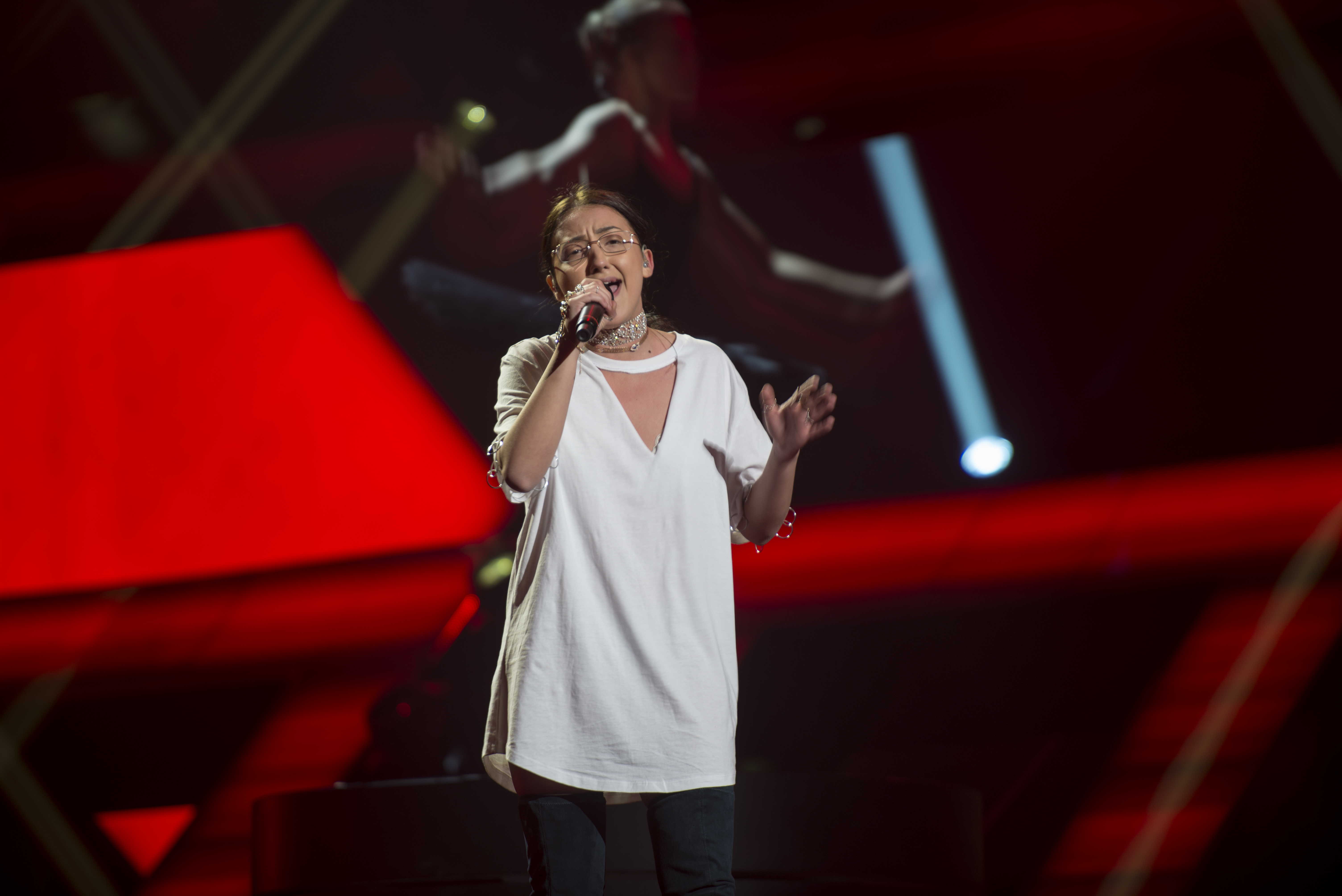
Adrijana under en repetition inför Melodifestivalen 2017.

Adrijana Krasniqi, född 4 november 1997, är en makedonsk-svensk hiphopmusiker bosatt i Rottne, i Växjö kommun.
Under 2015 släppte hon sin första officiella singel och sedan oktober 2016 tillhör hon skivbolaget Universal Music. År 2017 debuterade hon i Melodifestivalen med sin låt "Amare" som hon skrivit tillsammans med Martin Tjärnberg. Låten tävlade i Melodifestivalens första deltävling, 4 februari.